# Космос-1516
Космос-1516 је један од преко 2400 совјетских вјештачких сателита лансираних у оквиру програма Космос.
Космос-1516 је лансиран са космодрома Тјуратам, Бајконур, СССР, 27. децембра 1983. Ракета-носач Сојуз је поставила сателит у орбиту око планете Земље. 